# Greta Onieogou
 (janvier 2023).
Si vous disposez d'ouvrages ou d'articles de référence ou si vous connaissez des sites web de qualité traitant du thème abordé ici, merci de compléter l'article en donnant les références utiles à sa vérifiabilité et en les liant à la section « Notes et références ».
 (janvier 2023).
La mise en forme du texte ne suit pas les recommandations de Wikipédia : il faut le « wikifier ».
Les points d'amélioration suivants sont les cas les plus fréquents. Le détail des points à revoir est peut-être précisé sur la page de discussion.
- Les titres sont pré-formatés par le logiciel. Ils ne sont ni en capitales, ni en gras.
- Le texte ne doit pas être écrit en capitales (les noms de famille non plus), ni en gras, ni en italique, ni en « petit »…
- Le gras n'est utilisé que pour surligner le titre de l'article dans l'introduction, une seule fois.
- L'italique est rarement utilisé : mots en langue étrangère, titres d'œuvres, noms de bateaux, etc.
- Les citations ne sont pas en italique mais en corps de texte normal. Elles sont entourées par des guillemets français : « et ».
- Les listes à puces sont à éviter, des paragraphes rédigés étant largement préférés. Les tableaux sont à réserver à la présentation de données structurées (résultats, etc.).
- Les appels de note de bas de page (petits chiffres en exposant, introduits par l'outil «  Source ») sont à placer entre la fin de phrase et le point final[comme ça].
- Les liens internes (vers d'autres articles de Wikipédia) sont à choisir avec parcimonie. Créez des liens vers des articles approfondissant le sujet. Les termes génériques sans rapport avec le sujet sont à éviter, ainsi que les répétitions de liens vers un même terme.
- Les liens externes sont à placer uniquement dans une section « Liens externes », à la fin de l'article. Ces liens sont à choisir avec parcimonie suivant les règles définies. Si un lien sert de source à l'article, son insertion dans le texte est à faire par les notes de bas de page.
- La présentation des références doit suivre les conventions bibliographiques. Il est recommandé d'utiliser les modèles {{Ouvrage}}, {{Chapitre}}, {{Article}}, {{Lien web}} et/ou {{Bibliographie}}. Le mode d'édition visuel peut mettre en forme automatiquement les références.
- Insérer une infobox (cadre d'informations à droite) n'est pas obligatoire pour parachever la mise en page.

Pour une aide détaillée, merci de consulter Aide:Wikification.
Si vous pensez que ces points ont été résolus, vous pouvez retirer ce bandeau et améliorer la mise en forme d'un autre article.
Greta Onieogou est une actrice canadienne, née le 14 mars 1991 à Saint-Pétersbourg.
Elle est connue pour avoir joué le rôle de Layla Keating dans la série américaine All American et Soraya Duval dans le drame canadien Heartland.

## Jeunesse
Onieogou est née à Leningrad en Russie de parents russe et nigérian. Quand elle avait cinq ans, ses parents ont déménagé à Toronto au Canada. Elle voulait faire de la gymnastique rythmique à haut niveau et a travaillé avec Alexandra Orlando durant plusieurs mois. 

## Carrière
Greta Onieogou est représentée par Fountainhead Talent et The Burstein Company.
En 2018, elle a été choisie pour le pilot de All American et interprète maintenant le rôle de Layla Keating.
En 2019, elle débute sa propre chaine YouTube.

## Vie personnelle
Elle est bilingue russe et anglais.

## Filmographie
| Year | Title              | Role               | Notes |
| ---- | ------------------ | ------------------ | ----- |
| 2005 | Fever Pitch        | Tammy              |       |
| 2009 | Victoria Day       | Sara               |       |
| 2016 | Miss Sloane        | Greta (CKW Junior) |       |
| 2017 | Undercover Grandpa | Angie Wagner       |       |

| Year         | Title                         | Role                 | Notes                                          |
| ------------ | ----------------------------- | -------------------- | ---------------------------------------------- |
| 2006         | Degrassi: The Next Generation | Sirina               | Episode: "Working for the Weekend"             |
| 2009         | Overruled!                    | Vanessa              | Episode: "Worlds Collide"                      |
| 2007–2015    | Heartland                     | Soraya Duval         | Recurring role; 50 episodes                    |
| 2015         | Heroes Reborn: Dark Matters   | Aly                  | Recurring role; 6 episodes                     |
| 2017         | Schitt's Creek                | Town Council Speaker | Episode: "Opening Night"                       |
| 2017         | Ransom                        | Keri Madsen          | Episode: "Regeneration"                        |
| 2017         | Murdoch Mysteries             | Themis               | Episode: "Hades Hath No Fury"                  |
| 2017         | Frankie Drake Mysteries       | Elsie Thompson       | Episode: "Healing Hands"                       |
| 2018         | Workin' Moms                  | Young Woman #2       | Episode: "If Women Had to Give Birth"          |
| 2018         | Imposters                     | Front Desk Clerk     | Episode: "The World Needs Heroes. Over."       |
| 2018         | Anne with an E                | Ruth                 | Episode: "The Painful Eagerness of Unfed Hope" |
| 2018–present | All American                  | Layla Keating        | Main role                                      |